# Oier Zearra
Oier Zearra Garabieta, nacido el 12 de enero de 1977 en Galdácano (Vizcaya), conocido como Zearra, es un jugador de pelota vasca a mano. Juega en la posición de zaguero, para la empresa Asegarce.

## Carrera profesional
Debutó como profesional en el año 1997 en el Frontón Astelena de Éibar, cuando contaba con 20 años de edad.
A lo largo de más de una década de carrera profesional sus mayores éxitos han estado en los torneos de Segunda. Obtuvo el Manomanista de Segunda y el Campeonato de Parejas de Segunda en 1998. En Primera destaca sobre todo que llegó a la final de la edición del mano parejas de 2006, junto al delantero navarro Aimar Olaizola, mientras que en 2005 ganó el Torneo de Navidad.

## Palmarés
Como aficionado:
- Campeón Liga Honor Estatal de Clubes 1994.
- Campeón Copa del Rey 1995.
- Campeón del Mundo sub-22 1996.

Como profesional:
- Campeón Campeonato Parejas de Segunda 1998.
- Campeón Manomanista de Segunda 1998.
- Campeón Torneo de Navidad 2005.
- Subcampeón de mano parejas en 2006.

## Final de Mano Parejas
| Año  | Campeones                              | Subcampeones         | Tanteo | Frontón |
| ---- | -------------------------------------- | -------------------- | ------ | ------- |
| 2006 | Martínez de Irujo - Martinez de Eulate | Olaizola II - Zearra | 22-11  | Ogueta  |

## Final del manomanista de 2ª Categoría
| Año      | Campeón | Subcampeón | Tanteo | Frontón  |
| -------- | ------- | ---------- | ------ | -------- |
| 1998 (1) | Zearra  | Minguez    | 22-06  | Donibane |

(1) En la edición de 1998 se disputaron dos torneos por la falta de acuerdos entre las dos empresas de pelota mano, ASPE y Asegarce.

## Actividad política
Oier Zearra se presentó como candidato de la coalición nacionalista vasca Amaiur en las elecciones generales de noviembre de 2011.